# Atletismo nos Jogos Olímpicos de Verão de 2024 - 20 km marcha atlética feminina
A prova dos 20 km de marcha atlética feminina do atletismo nos Jogos Olímpicos de Verão de 2024 ocorreu em 1 de agosto de 2024 num percurso montado ao redor da Praça do Trocadéro, em Paris. Um total de 45 atletas de 22 Comitês Olímpicos Nacionais (CON) participaram do evento.
A medalha de ouro ficou com a detentora do recorde mundial da prova, a chinesa Yang Jiayu (1h25min54s). A prata ficou com a espanhola María Pérez (1h26min19s) e o bronze com a australiana Jemima Montag (1h26min25s).

## Qualificação
Para a prova de 20 km da marcha atlética feminina, o período de qualificação foi entre 31 de dezembro de 2022 e 30 de junho de 2024. Até 48 atletas poderiam se classificar para a prova, com no máximo três atletas por país, caso atingisse o índice olímpico de 1h20min10s ou pelo Ranking Mundial de Atletismo para este evento.

## Formato
O evento consiste de uma única corrida, já valendo a definição das medalhas.

## Calendário
Horário local (UTC+2)
| Data                | Horário | Fase  |
| ------------------- | ------- | ----- |
| 1 de agosto de 2024 | 9:50    | Final |

## Medalhistas
| Ouro   | CHN Yang Jiayu    |
| Prata  | ESP María Pérez   |
| Bronze | AUS Jemima Montag |

## Recordes
Antes desta competição, os recordes mundiais e olímpicos da prova eram os seguintes:
| Tipo | Atleta         | Tempo   | Local     | Data                 |
| ---- | -------------- | ------- | --------- | -------------------- |
|      | Yang Jiayu     | 1:23.49 | Huangshan | 20 de março de 2021  |
|      | Qieyang Shijie | 1:25.16 | Londres   | 11 de agosto de 2012 |

### Por região
| Área                               | Atleta                         | Tempo   |
| ---------------------------------- | ------------------------------ | ------- |
| África                             | Grace Wanjiru (KEN)            | 1:30.40 |
| Ásia                               | Yang Jiayu (CHN)               | 1:23.49 |
| Europa                             | Vera Sokolova (RUS)            | 1:25.08 |
| América do Norte, Central e Caribe | María Guadalupe González (MEX) | 1:26.17 |
| Oceania                            | Jemima Montag (AUS)            | 1:27.09 |
| América do Sul                     | Glenda Morejón (ECU)           | 1:25.29 |

## Resultados
A prova foi disputada em 1 de agosto, às 9h50 locais.
Penalizações
Cada vez que uma atleta descumpre uma das regras da modalidade, recebe um cartão como advertência que pode ser:
- Contato perdido com o solo (~)
- Dobramento dos joelhos (>)

Se uma atleta receber três cartões durante a prova precisa ficar parada na zona de penalidade durante 300 segundos. No quarto cartão é automaticamente desclassificada.
| Pos.              | Atleta              | CON            | Tempo   | Diferença | Notas                |
| ----------------- | ------------------- | -------------- | ------- | --------- | -------------------- |
| Medalha de ouro   | Yang Jiayu          | CHN China      | 1:25:54 |           | ~                    |
| Medalha de prata  | María Pérez         | ESP Espanha    | 1:26:19 | +0:25     | ~                    |
| Medalha de bronze | Jemima Montag       | AUS Austrália  | 1:26:25 | +0:31     | ~                    |
| 4                 | Sandra Arenas       | COL Colômbia   | 1:27:03 | +1:09     | ~~                   |
| 5                 | Alegna González     | MEX México     | 1:27:14 | +1:20     |                      |
| 6                 | Glenda Morejón      | ECU Equador    | 1:27:37 | +1:43     |                      |
| 7                 | Laura García-Caro   | ESP Espanha    | 1:28:12 | +2:18     | ~~                   |
| 8                 | Evelyn Inga         | PER Peru       | 1:28:16 | +2:22     |                      |
| 9                 | Paula Milena Torres | ECU Equador    | 1:28:48 | +2:54     | Recorde pessoal      |
| 10                | Cristina Montesinos | ESP Espanha    | 1:29:11 | +3:17     |                      |
| 11                | Ma Zhenxia          | CHN China      | 1:29:15 | +3:21     | ~~~                  |
| 12                | Mary Luz Andía      | PER Peru       | 1:29:24 | +3:30     |                      |
| 13                | Érica Sena          | BRA Brasil     | 1:29:32 | +3:38     |                      |
| 14                | Lyudmyla Olyanovska | UKR Ucrânia    | 1:29:55 | +4:01     |                      |
| 15                | Clemence Beretta    | FRA França     | 1:29:55 | +4:01     |                      |
| 16                | Kimberly García     | PER Peru       | 1:30:10 | +4:16     |                      |
| 17                | Mariia Sakharuk     | UKR Ucrânia    | 1:30:12 | +4:18     |                      |
| 18                | Viviane Lyra        | BRA Brasil     | 1:30:31 | +4:37     | ~~~                  |
| 19                | Magaly Bonilla      | ECU Equador    | 1:30:33 | +4:39     | ~~                   |
| 20                | Olena Sobchuk       | UKR Ucrânia    | 1:31:12 | +5:18     | Recorde da temporada |
| 21                | Liu Hong            | CHN China      | 1:31:24 | +5:30     |                      |
| 22                | Antigoni Drisbioti  | GRE Grécia     | 1:31:33 | +5:39     | Recorde da temporada |
| 23                | Eleonora Giorgi     | ITA Itália     | 1:31:49 | +5:55     |                      |
| 24                | Alejandra Ortega    | MEX México     | 1:31:58 | +6:04     | ~                    |
| 25                | Camille Moutard     | FRA França     | 1:31:58 | +6:04     |                      |
| 26                | Pauline Stey        | FRA França     | 1:31:59 | +6:05     |                      |
| 27                | Eliška Martínková   | CZE Chéquia    | 1:32:30 | +6:36     |                      |
| 28                | Saskia Feige        | GER Alemanha   | 1:33:23 | +7:29     | Recorde da temporada |
| 29                | Rachelle de Orbeta  | PUR Porto Rico | 1:33:33 | +7:39     |                      |
| 30                | Katarzyna Zdziebło  | POL Polônia    | 1:33:52 | +7:58     |                      |
| 31                | Rebecca Henderson   | AUS Austrália  | 1:34:22 | +8:28     | ~~                   |
| 32                | Nanako Fujii        | JPN Japão      | 1:34:26 | +8:32     | ~~~                  |
| 33                | Rita Récsei         | HUN Hungria    | 1:34:39 | +8:45     | ~                    |
| 34                | Mária Czaková       | SVK Eslováquia | 1:34:46 | +8:52     | ~                    |
| 35                | Valentina Trapletti | ITA Itália     | 1:35:39 | +9:45     |                      |
| 36                | Gabriela de Sousa   | BRA Brasil     | 1:35:50 | +9:56     | ~                    |
| 37                | Hana Burzalová      | SVK Eslováquia | 1:36:12 | +10:18    |                      |
| 38                | Vitoria Oliveira    | POR Portugal   | 1:36:22 | +10:28    |                      |
| 39                | Ilse Guerrero       | MEX México     | 1:37:10 | +11:16    |                      |
| 40                | Meryem Bekmez       | TUR Turquia    | 1:38:06 | +12:12    |                      |
| 41                | Priyanka Goswami    | IND Índia      | 1:39:55 | +14:01    | >>                   |
| 42                | Viktória Madarász   | HUN Hungria    | 1:41:21 | +15:27    |                      |
| 43                | Ana Cabecinha       | POR Portugal   | 1:46:30 | +20:36    | >                    |
|                   | Olivia Sandery      | AUS Austrália  | DNF     |           | >                    |
|                   | Antonella Palmisano | ITA Itália     | DNF     |           |                      |

Legenda
| Recorde mundial      | Recorde mundial (World record)               |                       | Recorde africano                      | Recorde africano (African) |                                           | Q | Classificado por posição (Qualified) |
| Recorde olímpico     | Recorde olímpico (Olympic record)            | Recorde da América    | Recorde da América (Americas)         | q                          | Classificado por melhor tempo (Qualified) |   |                                      |
| Melhor marca do ano  | Melhor marca do ano (World leading)          | Recorde asiático      | Recorde asiático (Asian)              | DNS                        | Não largou (Did not start)                |   |                                      |
| Recorde nacional     | Recorde nacional (National record)           | Recorde europeu       | Recorde europeu (European)            | DNF                        | Não terminou (Did not finish)             |   |                                      |
| Recorde pessoal      | Recorde pessoal do atleta (Personal best)    | Recorde da Oceania    | Recorde da Oceania (Oceania)          | DSQ / DQ                   | Desclassificado (Disqualified)            |   |                                      |
| Recorde da temporada | Recorde da temporada do atleta (Season best) | Recorde sul-americano | Recorde sul-americano (South America) | NM                         | Sem marca (No mark)                       |   |                                      |